# Christian Calmes
Christian Calmes (11 luglio 1913 – Grasse, 5 luglio 1995) è stato un diplomatico e storico lussemburghese.
Calmes fu il primo Segretario generale del Consiglio della CECA, divenuto "Consiglio delle Comunità europee" dopo l'entrata in vigore del trattato di fusione.
Tra il 1945 e il 1946 Calmes fu presidente dei giovani avvocati del Lussemburgo.
Calmes scrisse due libri sulla storia del Lussemburgo, entrambi pubblicati nel 1968. La sua Histoire contemporaine du Grand-duché de Luxembourg fu ampiamente utilizzata come manuale scolastico.
Tra il 1981 e il 1984 Calmes fu Gran maresciallo del Lussemburgo.